# Fulguropsis
Fulguropsis is een geslacht van zeeslakken. Het zijn weekdieren die behoren tot de slakkenfamilie Busyconidae.

## Soorten
- Fulguropsis feldmanni Petuch, 1991
- Fulguropsis keysensis Petuch, 2013
- Fulguropsis plagosa (Conrad, 1863)
- Fulguropsis pyruloides (Say, 1822)
- Fulguropsis rachelcarsonae Petuch, R.F. Myers & Berschauer, 2015
- Fulguropsis spirata (Lamarck, 1816)
- Fulguropsis texana (Hollister, 1958)